# Jean-Marc Ayrault
Jean-Marc Ayrault (Maulévrier, 25 gennaio 1950) è un politico francese, primo ministro della Francia dal 15 maggio 2012 al 31 marzo 2014.
Consigliere generale della Loira Atlantica e sindaco di Saint-Herblain dal 1977 al 1989, è stato sindaco di Nantes dal 1989 al 2012, deputato dal 1986 al 2012 e presidente del gruppo socialista nell'Assemblea nazionale dal 1997 fino alla sua nomina a primo ministro, a capo del primo governo della presidenza di François Hollande, il 15 maggio 2012. Forma in seguito un secondo governo il 18 giugno, dopo che la sinistra ha vinto le elezioni legislative.
Si è dimesso da primo ministro nel 2014, il giorno dopo la sconfitta della sinistra alle elezioni comunali. Sostituito da Manuel Valls, ha riacquistato il suo mandato di deputato tornando poi al governo nel febbraio 2016 come Ministro degli affari esteri e dello sviluppo internazionale.
Durante le elezioni legislative del 2017, non ha corso per un nuovo mandato come deputato. Nel 2018 il presidente Emmanuel Macron lo ha nominato presidente della Fondazione per la memoria della schiavitù.

## Biografia
È il primo dei cinque figli di Joseph Eugène Maurice Ayrault, bracciante agricolo, poi divenuto operaio e dirigente di una fabbrica tessile, e di Georgette Ghislaine Albertine Uzenot, sarta e casalinga.
Ha fatto gli studi elementari presso l'istituto cattolico Sant-Joseph di Maulévrier e quelli medi e superiori presso il liceo pubblico Colbert di Cholet. Si laurea in tedesco nel 1971 presso la facoltà di Lettere dell'università di Nantes. Nel 1972 supera le prove per acquisire il Certificato d'attitudine all'insegnamento negli istituti di secondo grado (CAPES). Dopo uno stage di un anno presso la scuola media della Trocadière (ribattezzata in seguito Salvador Allende) di Rezé, nel 1973 è nominato professore di tedesco presso la scuola media L'Angevinière di Saint-Herblain.
Nel settembre del 1971 sposa Brigitte Terrien, di Maulévier, dal 1974 professoressa di lettere presso la scuola media Ernest-Renan di Saint-Herblain. La coppia ha due figlie.

## Carriera politica

### Governo locale e deputato all'Assemblea nazionale

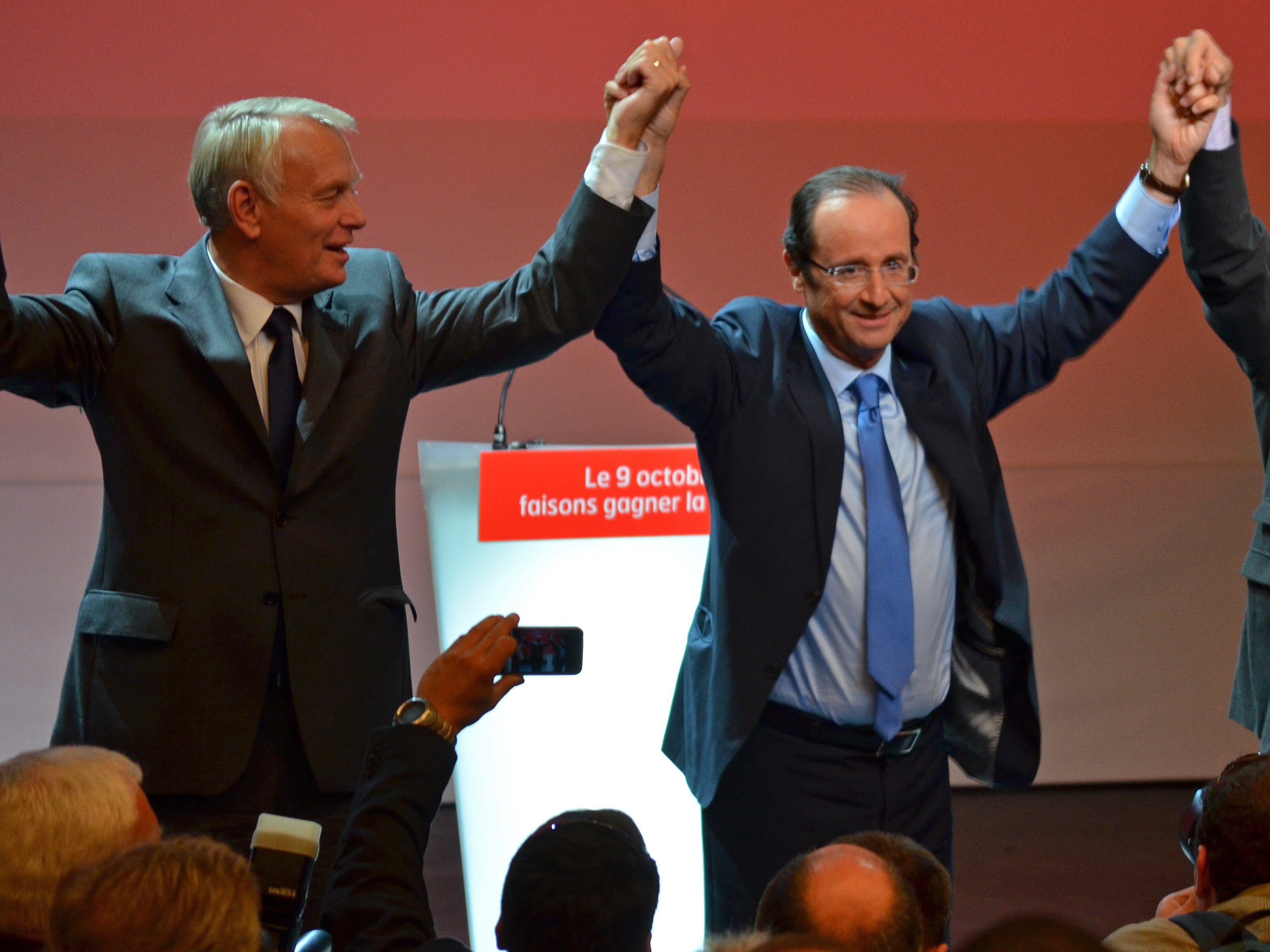
Jean-Marc Ayrault e François Hollande nel 2011

Proveniente da una formazione di studenti di ispirazione cristiano-progressista, iscritto al Partito Socialista dal 1972, è eletto sindaco di Saint-Herblain nel 1977, carica che ricopre fino al 1989. Consigliere generale della Loira-Atlantico dal 1976 al 1982.
Nel 1989 è eletto sindaco di Nantes. Costantemente rieletto, si dimette il 21 giugno 2012, giacché ritiene incompatibile il mandato di sindaco con la carica di Primo ministro.
Dal 2001 al 2012 è anche presidente della comunità di agglomerazione di Nantes-Metropole.
È deputato dal 1986, costantemente rieletto in tutte le legislature successive. Dal 1997 al 2012 è presidente del gruppo parlamentare del Partito Socialista.
Alle elezioni presidenziali in Francia del 2012 è uno dei principali sostenitori di François Hollande.

### Primo ministro
Eletto presidente della Repubblica il 6 maggio 2012, François Hollande lo nomina Primo ministro la sera stessa del suo insediamento all'Eliseo, il 15 maggio 2012. Il passaggio delle consegne con il suo predecessore François Fillon è avvenuto il giorno successivo. Dopo una serie di sconfitte elettorali locali e il deterioramento della posizione di Hollande, viene sostituito da Manuel Valls a marzo 2014.

### Ministro
Ayrault entra poi nel governo di Valls come ministro degli Esteri nel febbraio 2016, nell'ultimo rimpasto attuato prima delle elezioni presidenziali del 2017, in sostituzione di Laurent Fabius, diventato nel frattempo presidente del Consiglio costituzionale.